# Długi Marsz
Długi Marsz, Wielki Marsz (chiń. upr. 长征; chiń. trad. 長征; pinyin Chángzhēng) – przegrupowanie Chińskiej Robotniczo-Chłopskiej Armii Czerwonej z prowincji Jiangxi w południowo-wschodnich Chinach do Chin północno-zachodnich w okresie od października 1934 do października 1935 roku.
W czasie drugiej rewolucyjnej wojny domowej (1927–1934) Czang Kaj-szek rozpoczął w 1930 roku cykl pięciu kampanii okrążających, mających na celu zniszczenie baz rewolucyjnych Komunistycznej Partii Chin w prowincjach Jiangxi, Hunan, Fujian i Zhejiang.
Podczas piątej kampanii wojska Kuomintangu otoczyły Centralną Bazę Rewolucyjną w Ruijin w prowincji Jiangxi. W październiku 1934 roku główne wojska KPCh zdołały przebić się przez pierścień armii Czang Kaj-szeka i rozpoczęły marsz w kierunku północnych Chin, po drodze łącząc się z pozostałymi siłami komunistycznymi.
W Długim Marszu uczestniczyło 70 tysięcy żołnierzy i 30 tysięcy cywilów. Siły komunistyczne przeszły przez jedenaście prowincji, przebywając 10–12 tys. kilometrów i w październiku 1935 roku dotarły do prowincji Shaanxi. W czasie stoczonych podczas Długiego Marszu walk ze ścigającymi je siłami Kuomintangu wojska komunistyczne straciły prawie 50% swojego stanu osobowego.
Podczas Długiego Marszu, w styczniu 1935 roku w Zunyi na rozszerzonej naradzie Biura Politycznego Komitetu Centralnego wybrano nowe kierownictwo KPCh, na czele z Mao Zedongiem.